# Europees kampioenschap voetbal 2020 (halve finale) Engeland - Denemarken
Dit artikel gaat over de wedstrijd in de halve finales van het Europees kampioenschap voetbal 2020 tussen Engeland en Denemarken die gespeeld werd op woensdag 7 juli 2021 in het Wembley Stadium te Londen. Het duel was de vijftigste wedstrijd van het toernooi. Engeland plaatste zich voor de finale, Denemarken werd uitgeschakeld.

## Voorafgaand aan de wedstrijd
- Engeland stond bij aanvang van het toernooi op de vierde plaats van de FIFA-wereldranglijst.[1] Drie Europese landen en EK-deelnemers stonden boven Engeland op die lijst. Denemarken was op de tiende plaats terug te vinden.[2] Denemarken kende zes Europese landen en EK-deelnemers met een hogere positie op die lijst.
- Engeland en Denemarken troffen elkaar voorafgaand aan deze wedstrijd al 21 keer. Engeland won twaalfmaal, Denemarken zegevierde vier keer en vijf keer eindigde dit duel onbeslist. Twee keer eerder vond deze ontmoeting plaats op een groot eindtoernooi. In de groepsfase van het EK 1992 eindigde deze wedstrijd in een 0–0 gelijkspel. In de achtste finales van het WK 2002 won Engeland met 0–3.
- Voor Engeland was dit haar tiende deelname aan een het EK en de derde op rij. Twee keer eerder bereikte Engeland de halve finales. Geen van die keren bereikte Engeland ook de finale. Denemarken nam voor een negende maal deel aan het EK en voor de eerste maal sinds het EK 2012. Drie keer eerder bereikte Spanje ook de halve finales. Enkel op het EK 1992 bereikte Denemarken ook de finale.
- Engeland werd groepswinnaar in een groep met Kroatië, Schotland en Tsjechië, waarna er in de achtste finales met 2–0 werd gewonnen van Duitsland en in de kwartfinales met 0–4 werd gewonnen van Oekraïne. Denemarken eindigde op de tweede plaats in een groep met Finland, België en Rusland, won in de achtste finales met 0–4 van Wales en won in de kwartfinales met 1–2 van Tsjechië.
- De winnaar van dit duel zou het in de finale, eveneens in Londen, opnemen tegen Italië, dat een dag ervoor de strafschoppenreeks won na een 1–1 gelijkspel tegen Spanje.

## Wedstrijdgegevens[3]
| Datum                  | 7 juli 2021                                                                                  | 7 juli 2021                                                                                  |
| Aftrap                 | 21:00 uur                                                                                    | 21:00 uur                                                                                    |
| Wedstrijdnummer        | 50                                                                                           | 50                                                                                           |
| Stadion                | Wembley Stadium, Londen                                                                      | Wembley Stadium, Londen                                                                      |
| Toeschouwers           | 64.950                                                                                       | 64.950                                                                                       |
| Scheidsrechter         | Danny Makkelie                                                                               | Danny Makkelie                                                                               |
| Assistenten            | Hessel Steegstra Jan de Vries                                                                | Hessel Steegstra Jan de Vries                                                                |
| Vierde official        | Ovidiu Haţegan                                                                               | Ovidiu Haţegan                                                                               |
| Videoscheidsrechters   | Pol van Boekel Kevin Blom (assistent) Christian Gittelmann (assistent) Paweł Gil (assistent) | Pol van Boekel Kevin Blom (assistent) Christian Gittelmann (assistent) Paweł Gil (assistent) |
| Man van de wedstrijd   | Harry Kane                                                                                   | Harry Kane                                                                                   |
|                        | Engeland                                                                                     | Denemarken                                                                                   |
| Doelpunten             | 2                                                                                            | 1                                                                                            |
| Gele kaarten           | 1                                                                                            | 1                                                                                            |
| Rode kaarten           | 0                                                                                            | 0                                                                                            |
| Wissels                | 4                                                                                            | 6                                                                                            |
| Schoten op doel        | 10                                                                                           | 3                                                                                            |
| Schoten naast doel     | 8                                                                                            | 2                                                                                            |
| Overtredingen          | 10                                                                                           | 21                                                                                           |
| Hoekschoppen           | 6                                                                                            | 5                                                                                            |
| Buitenspel             | 8                                                                                            | 1                                                                                            |
| Passnauwkeurigheid (%) | 88                                                                                           | 82                                                                                           |
| Balbezit (%)           | 58                                                                                           | 42                                                                                           |

| Engeland | 2 – 1          | Denemarken |
| (Bukayo Saka) Simon Kjær 39' (e.d.) Harry Kane 104' (pen.) Harry Kane 104'                                                                                 | goals (assist) | 30' Mikkel Damsgaard |
| Gareth Southgate | bondscoach     | Kasper Hjulmand |
| Jordan Pickford Kyle Walker John Stones Harry Maguire Luke Shaw Kalvin Phillips Declan Rice 95' Bukayo Saka 69' Mason Mount 95' Raheem Sterling Harry Kane | opstellingen   | Kasper Schmeichel 67' Jens Stryger Larsen 79' Andreas Christensen Simon Kjær 105' Jannik Vestergaard Pierre Højbjerg 88' Thomas Delaney Joakim Mæhle Martin Braithwaite 67' Kasper Dolberg 67' Mikkel Damsgaard |
| Jack Grealish 106' 69' Jordan Henderson 95' Phil Foden 95' Kieran Trippier 106'                                                                            | wissels        | 67' Daniel Wass 67' Yussuf Poulsen 67' Christian Nørgaard 79' Joachim Andersen 88' Mathias Jensen 105' Jonas Wind                                                                                               |
| Harry Maguire 49' | gele kaarten   | 72' Daniel Wass |
| | rode kaarten   | |